# 陈坤惕
陈坤惕（1914年—），女，广东茂名人，生于贵州贵阳，中华人民共和国护理学家，曾任延安中央医院护理部主任，中华护理学会理事长，第五、六、七届全国政协委员。